# Anders Ekborg
Jon Anders Ekborg (født 9. oktober 1960 i Stockholm) er en svensk skuespiller og sanger. Han er søn af skuespilleren Lars Ekborg og lillebror til Dan Ekborg.
Ekborg er uddannet fra Teaterhögskolan i Göteborg.

## Udvalgt filmografi
- Distrikt 5 (tv-serie, 1983)
- Moa (1986)
- Chefen fru Ingeborg (tv-serie, 1993)
- Strisser, strisser (1993)
- Drømmehuset (1993)
- Illusioner (1994)
- Den sidste kontrakt (1998)
- Insider (tv-serie, 1999)
- Julemanden (1999)
- Skærgårdsdoktoren (tv-serie, 2000)
- Chess (2003)
- Wallander (tv-serie, 2005)
- Snaphaner (tv-serie, 2006)
- Kommissæren og havet (tv-serie, 2007)
- Labyrint (tv-serie, 2007-2008)
- Maria Wern (tv-serie, 2011)
- Pappas pojkar (tv-serie, 2020-2022)